# لورنس كافناغ
لورنس كافناغ هو قاضي وسياسي كندي، ولد في 1764، وتوفي في 20 أغسطس 1830. انتخب عضو مجلس نواب نوفا سكوشا ‏.